# Welriekende gordijnzwam
De welriekende gordijnzwam (Cortinarius diosmus)  is een schimmel behorend tot de familie Cortinariaceae. Hij vormt ectomycorrhiza met Fagus.

## Kenmerken

### Uiterlijke kenmerken
Hoed
De hoed is bedekt met een witte sluier op een crème-okerachtige achtergrond. Het oppervlak is niet hygrofaan, droog en fijnvezelig.
Lamellen
De lamellen zijn eerst crème, later roestkleurig.
Steel
De steel is dik, soms buikig, zijdachtig wit en vaak voorzien van witte velumgordels.
Geur en smaak
Het vlees is witachtig tot okerkleurig. De smaak is mild. De geur is eerst radijsachtig (soms vluchtig), daarna aangenaam zoetig.

### Microscopische kenmerken
De sporen zijn ellipsoïde en meten 8-10 x 4,5-6 µm.

## Verspreiding
In Nederland komt hij zeer zeldzaam voor. Hij staat op de rode lijst in de categorie 'Gevoelig'.

## Afbeelding

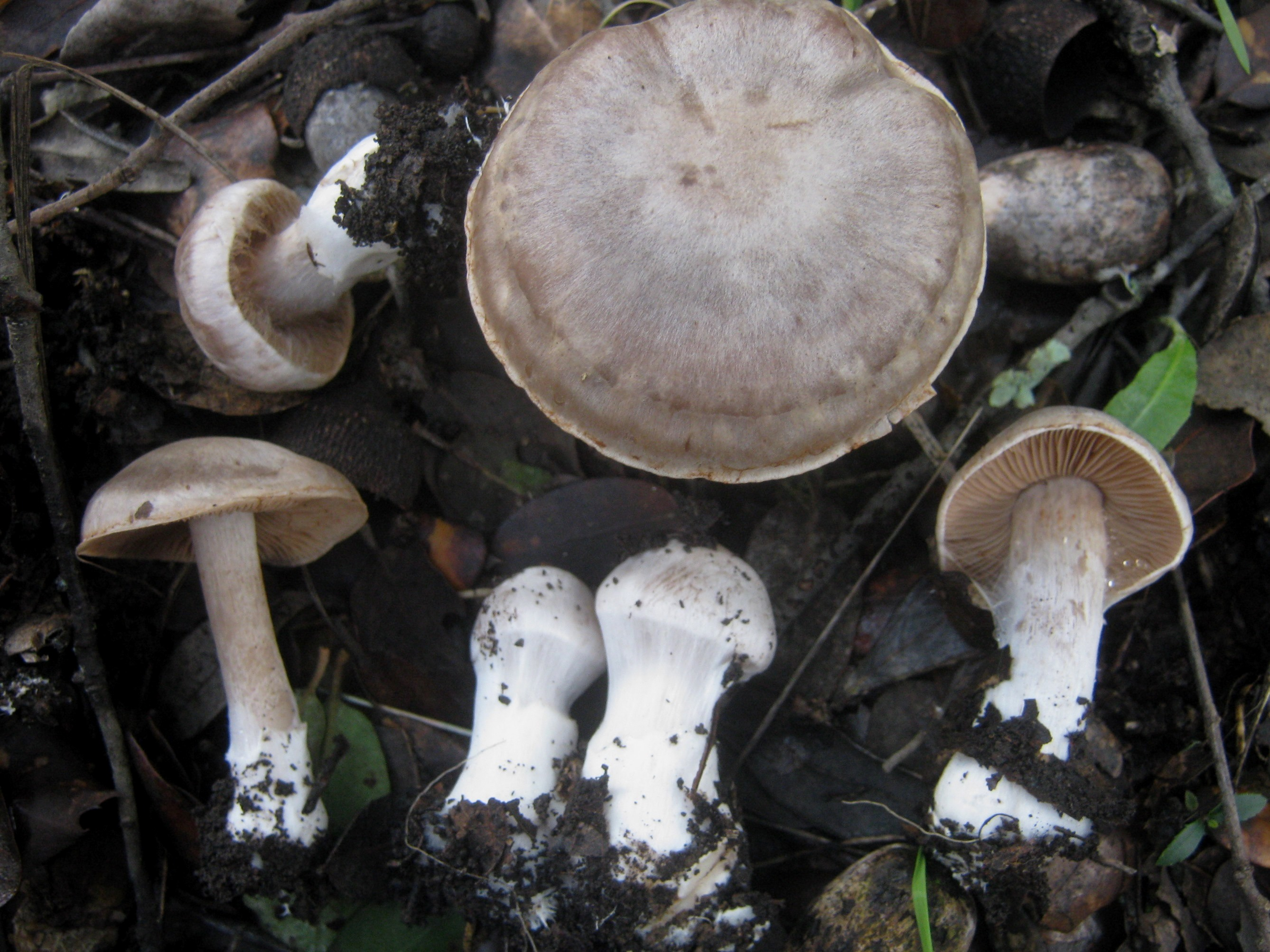
Bovenkant
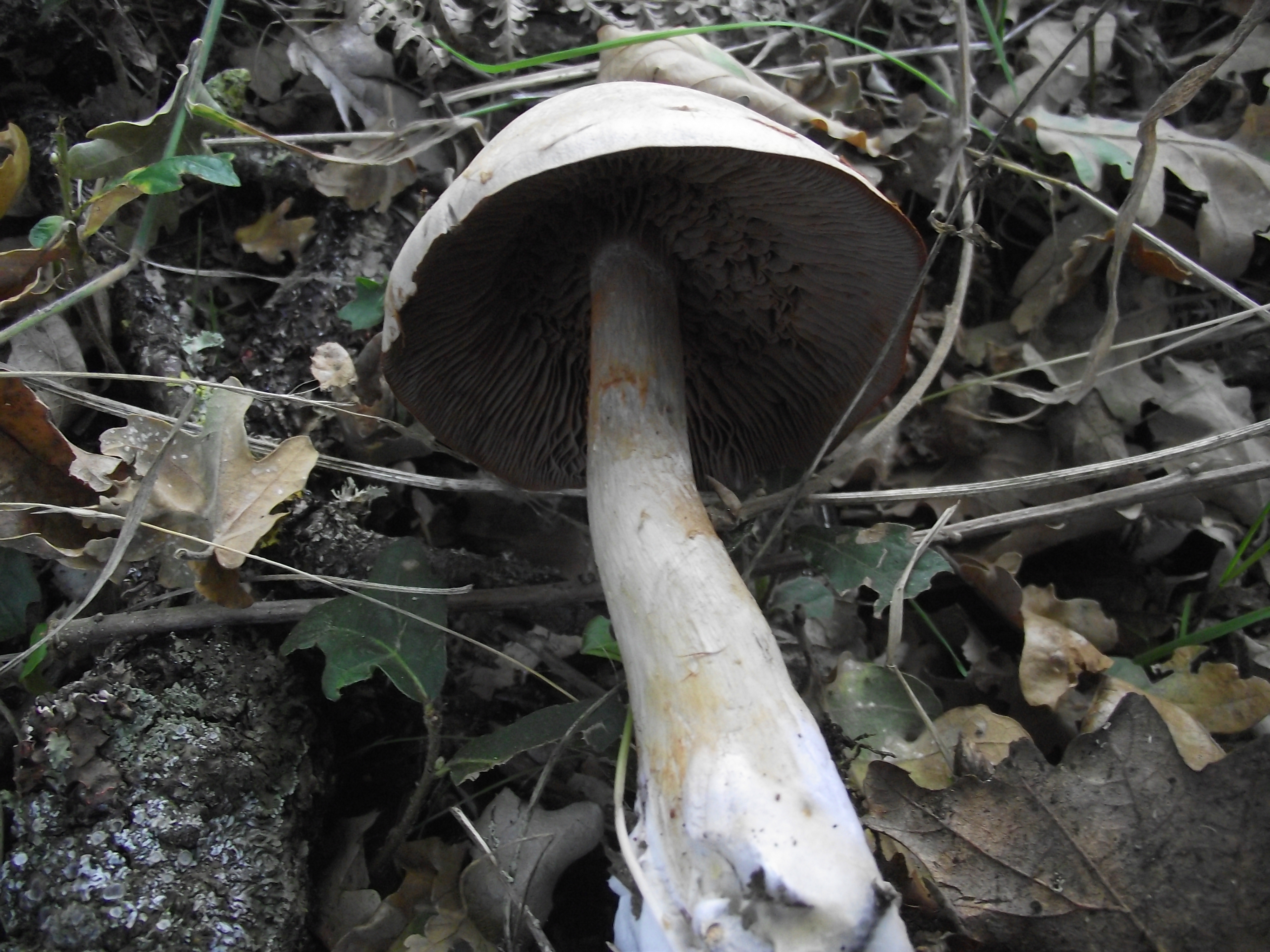
Lamellen